# Koleje Mazowieckie

A társaság által üzemeltetett vasútvonalak

A Koleje Mazowieckie (magyarul: Mazóviai Vasutak) egy regionális vasúttársaság, mely a Mazóviai vajdaság tulajdonában van. Lengyelországban közlekedtet regionális vonatokat. 2004-ben alakult, vezetője Artur Radwan.

## Fejlesztések
A 11 új Bombardier TRAXX típusú egyenáramú villamosmozdony a BOMBARDIER TWINDEXX emeletes vasúti kocsik továbbítását végzik majd a mazóviai régióban.
A Bombardier Transportation és a Koleje Mazowieckie 2010 áprilisában kötött szerződést 11 TRAXX P160-as egyenáramú villamosmozdony szállítására. Az első TRAXX P160-as mozdony próbaüzeme már 2011 januárjában megkezdődött Lengyelországban, a nyáron pedig mind a 11 mozdonyt átvehette a Koleje Mazowieckie. A 160 km/h sebességű TRAXX mozdonyok első lengyelországi üzemeltetőjeként a Koleje Mazowieckie mostantól ingavonati üzemmódban is közlekedtetheti a 37 TWINDEXX emeletes vasúti kocsiból álló flottáját.

## Járművek

A Koleje Mazowieckie járművei
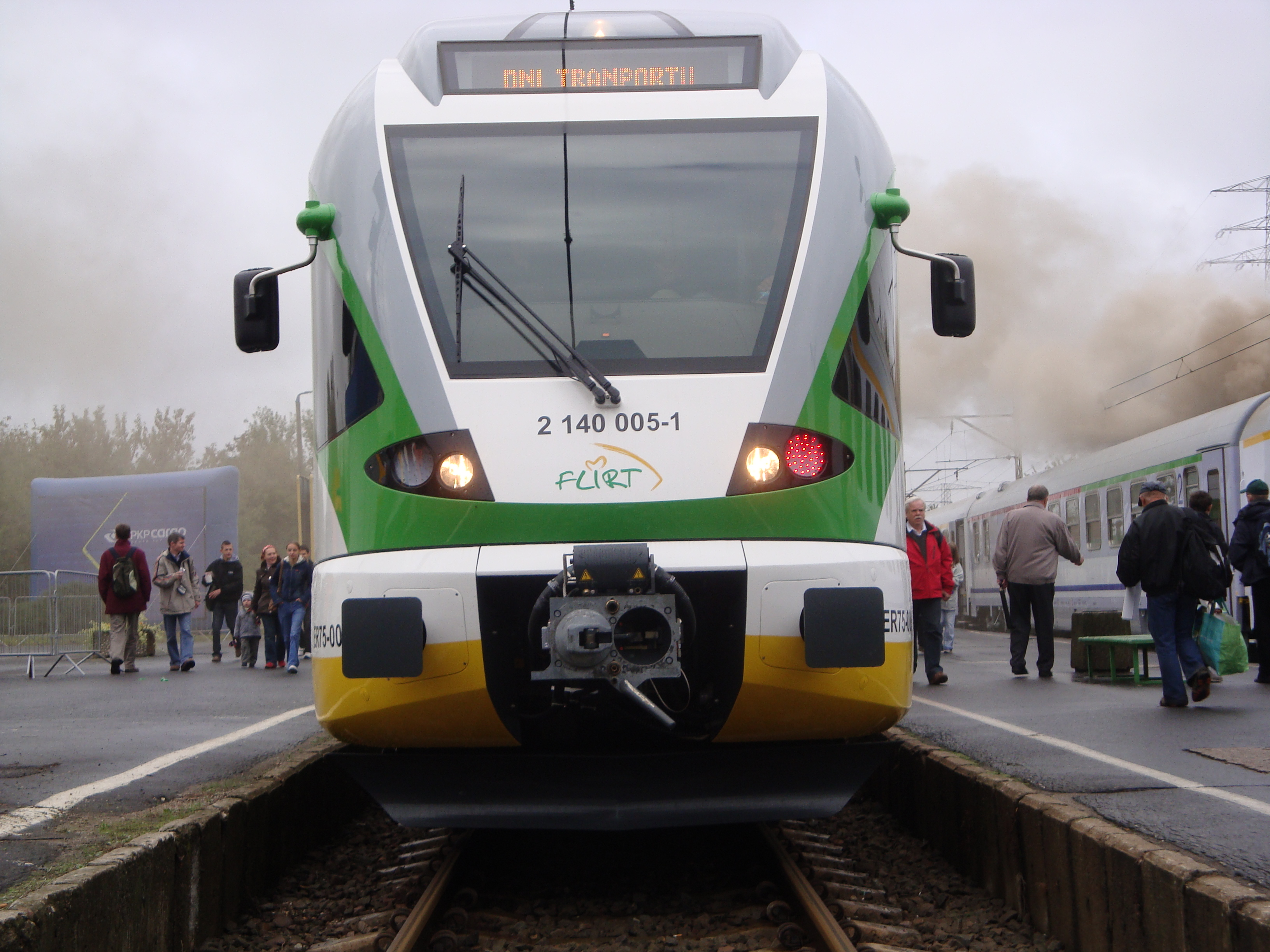
Stadler FLIRT
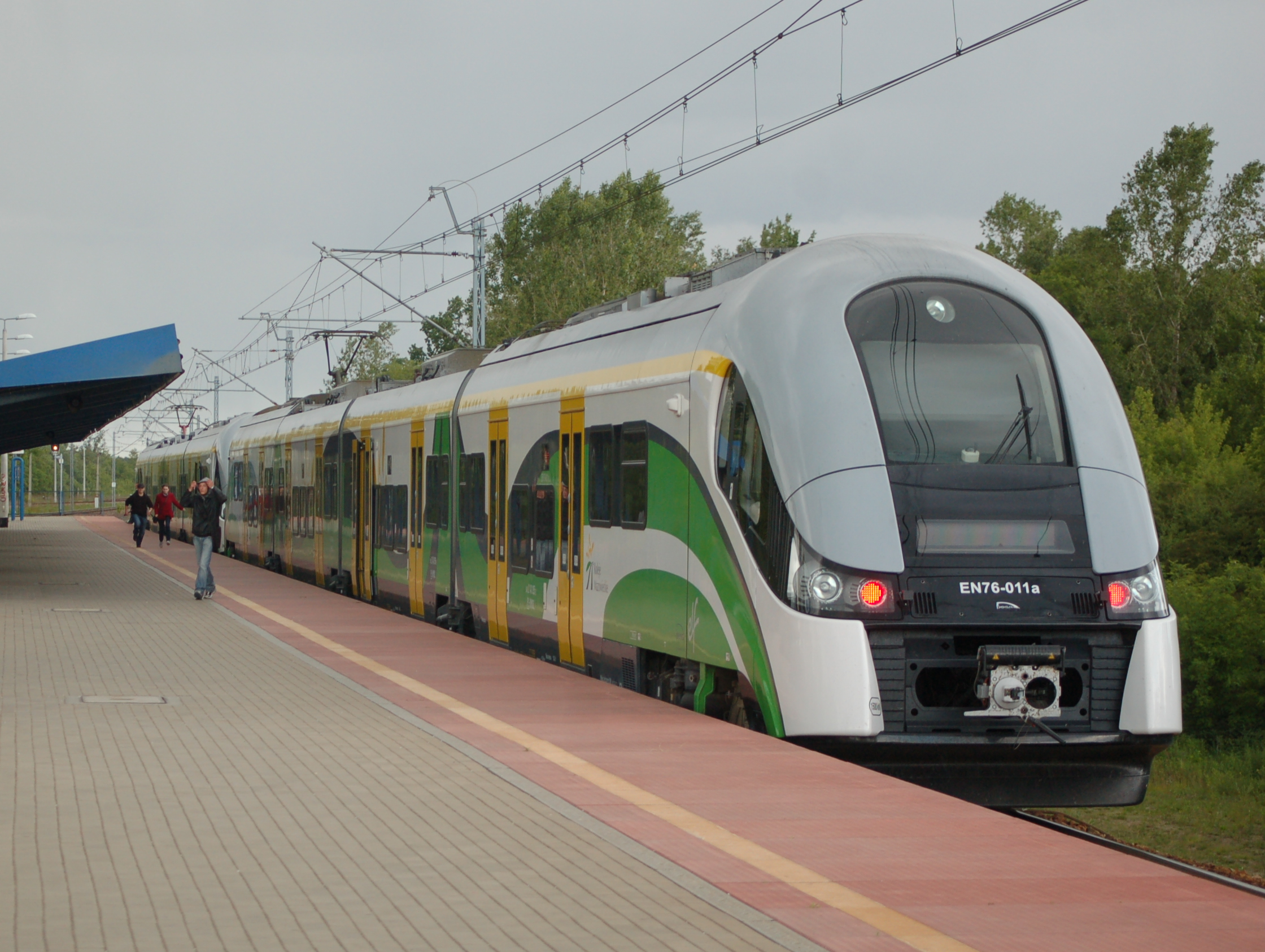
Pesa Elf
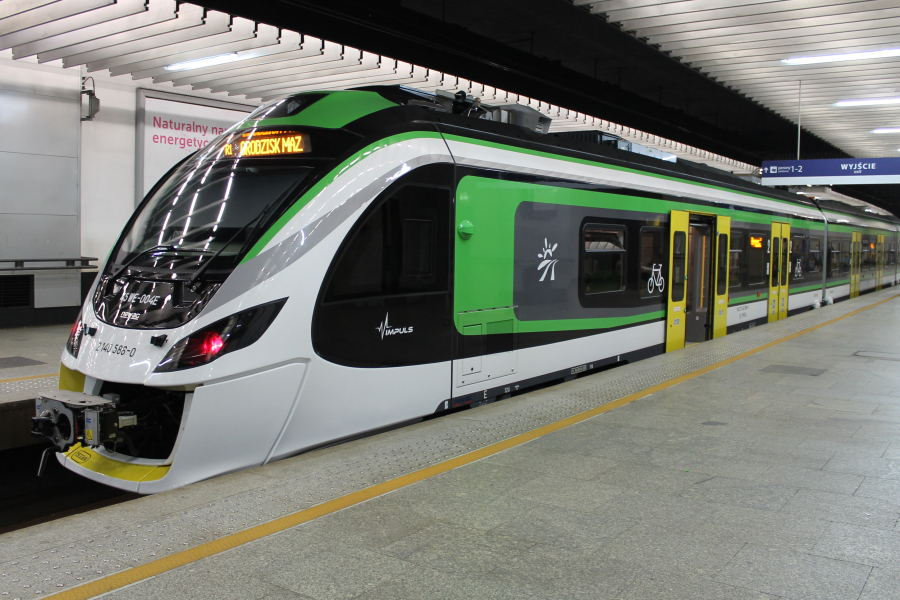
Newag Impuls
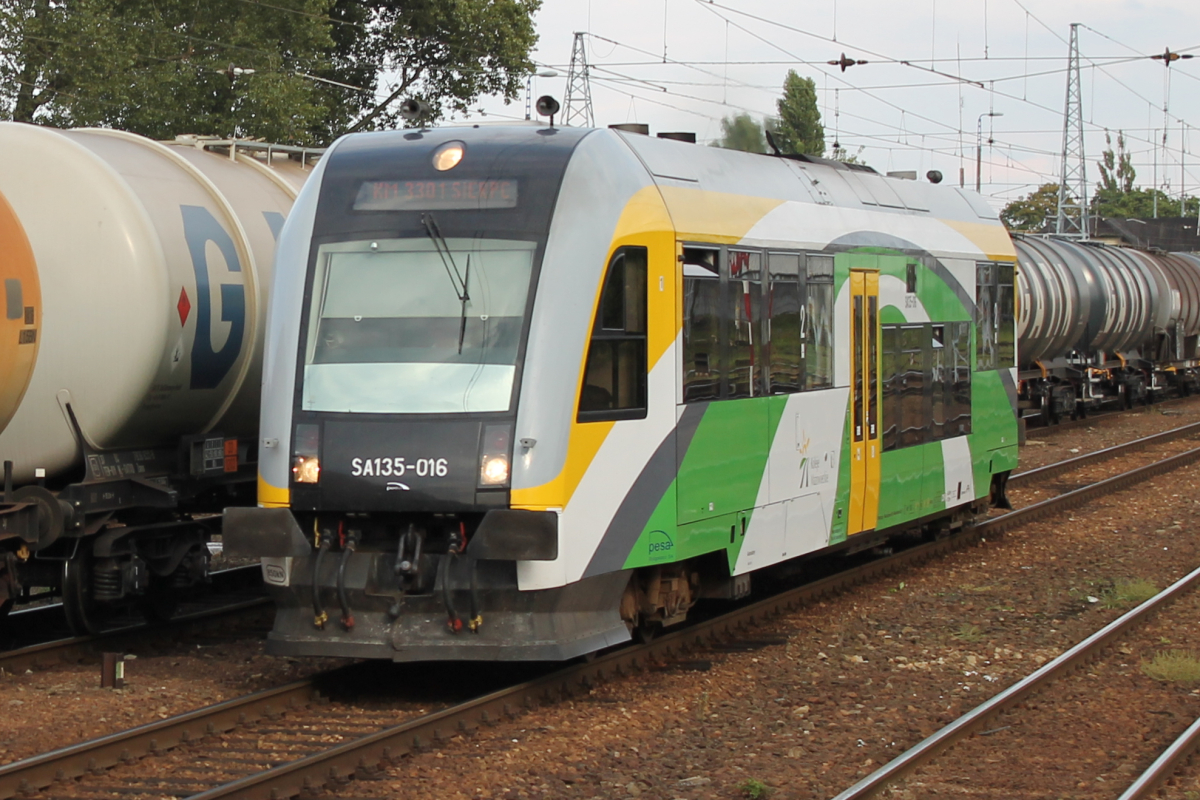
Pesa 214M
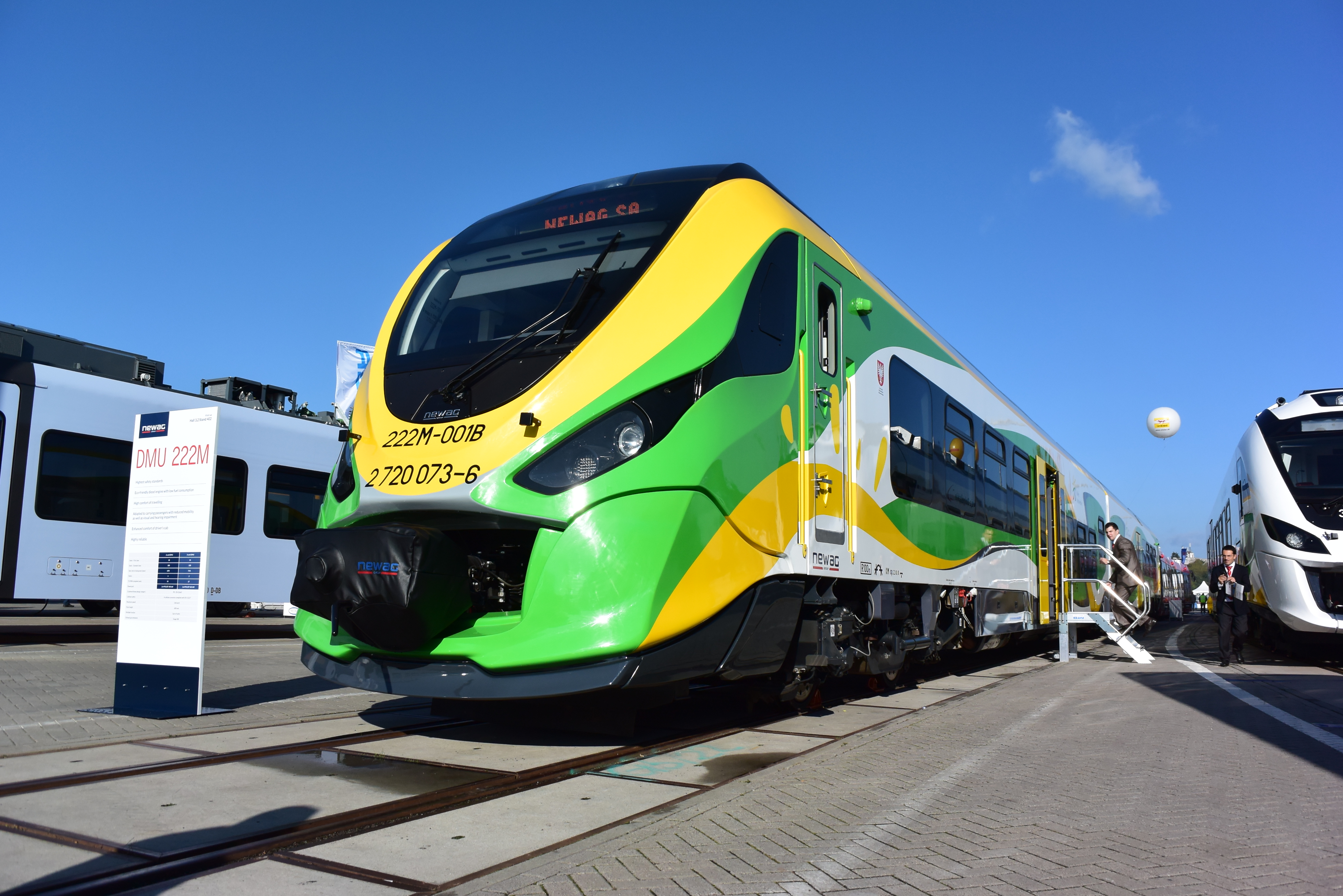
Newag 222M
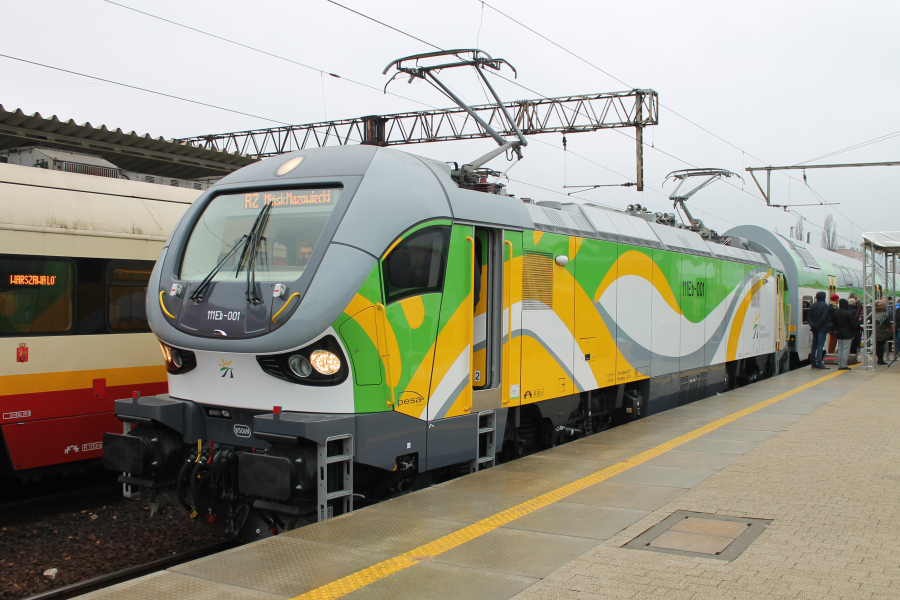
Pesa Gama
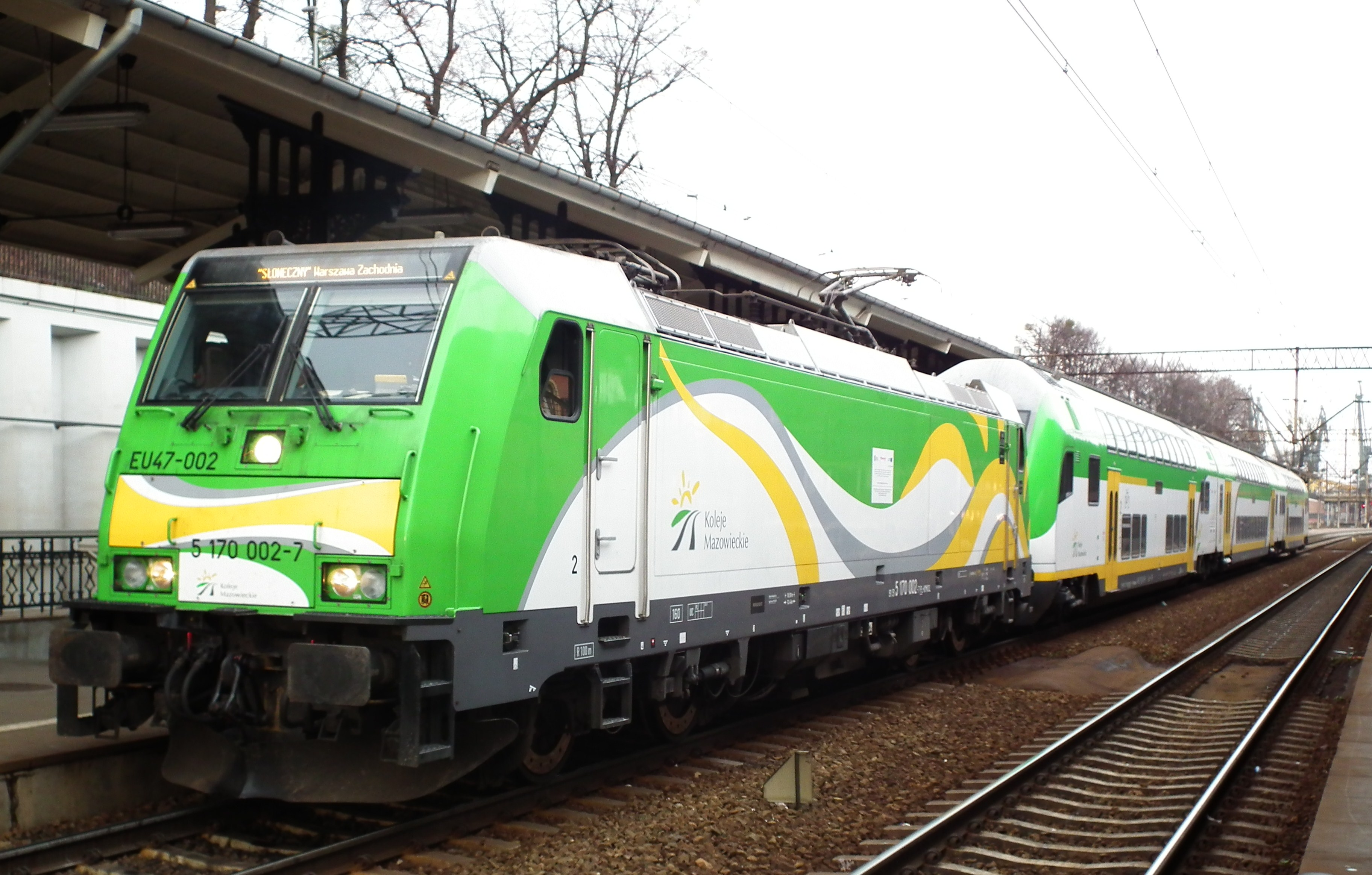
Bombardier Traxx